# Albert Johansson (skådespelare)
Bror Albert Johansson, född 8 juni 1887, död 4 december 1956 i Stockholm, var en svensk skådespelare. Han var även verksam som handelsresande. Han ligger begravd på Skogskyrkogården i Stockholm.

## Filmografi
- 1939 – Kalle på Spången
- 1939 – I dag börjar livet
- 1939 – Filmen om Emelie Högqvist
- 1940 – Hjältar i gult och blått
- 1940 – Romans
- 1940 – Juninatten
- 1940 – Lillebror och jag
- 1941 – Striden går vidare
- 1941 – Det sägs på stan
- 1942 – Kvinnan tar befälet
- 1942 – General von Döbeln
- 1942 – Det är min musik
- 1943 – Lille Napoleon
- 1943 – Elvira Madigan
- 1943 – Katrina
- 1943 – Hans Majestäts rival
- 1944 – Hemsöborna
- 1944 – Mitt folk är icke ditt
- 1944 – Den osynliga muren
- 1944 – Excellensen
- 1944 – Vi behöver varann
- 1945 – Galgmannen
- 1946 – Det regnar på vår kärlek
- 1947 – Tösen från Stormyrtorpet